# Лавр (роман)
«Лавр» — роман-житие 2012 года, написанный российским писателем, доктором филологических наук Евгением Водолазкиным. Автором жанр произведения определён как «неисторический роман».

## Сюжет
Действие романа происходит в средневековой Руси в XV—XVI веках. Главный герой — травник Арсений, обладающий целительскими способностями, выросший у деда Христофора, грамотея и знахаря. Его тайная возлюбленная, невенчанная жена Устина, умирает во время родов, их сын погибает в утробе. Арсений, сокрушаясь, что Устина умерла из-за него и без причастия, стремится искупить грех и отмолить её душу, посвятив ей свою жизнь. С неослабевающей любовью к Устине он в течение своей долгой жизни становится странствующим травником, исцеляющим людей, юродивым, принявшим имя своей возлюбленной, путешествует паломником в Иерусалим и обратно, постригается в монахи, а потом в схиму, приняв имя Лавр.

## Критика, признание
Роман «Лавр» написан на современном русском и древнерусском языках. По утверждению филолога Светланы Друговейко-Должанской, которую книга восхитила, герой «Лавра» «на протяжении едва ли не одного буквально монолога» говорит то на «чистейшем древнерусском, <…> то на среднесоветском, <…> то на раннепостинтеллигентском».
Т. Морозова в рецензии для журнала «Знамя» отметила удачно выбранный Водолазкиным тон повествования, в котором нет «картонной архаики, „древнерусской тоски“ и тяжеловесного резонёрства». По её мнению, «автору удается соединить редкую для серьёзной литературы занимательность с интеллектуальным и духовным началом».
В октябре 2013 года «Лавр» стал лауреатом книжной премии «Ясная Поляна» в номинации «XXI век». В ноябре того же года роман стал лауреатом премии «Большая книга». Роман был переведён более чем на тридцать языков, ему посвящены исследовательские работы. 22 октября 2015 года на Хельсинкской книжной ярмарке состоялась презентация перевода романа на финский язык. По версии газеты «The Guardian», роман «Лавр» вошёл в топ-10 лучших книг мировой литературы о Боге. В 2019 году стал Книгой года в Словакии. В мае 2019 года состоялась премьера спектакля по роману «Лавр» в Театре на Литейном (режиссёр Борис Павлович).